# لوری برد (قلعه)
لوری برد (ارمنی: Լոռի բերդ; انگلیسی: Lori Fortress) یک قلعه ارمنی است که در ۵ کیلومتری شمال شرق شهر استپاناوان و در ۲۹ کیلومتری شهر وانادزور در قسمت چپ رودخانه زوراگت قرار دارد. لوری برد توسط پادشاه دودمان کیوریکیان (پادشاهی تاشیر-دزورگات)، داویت یکم آنهوغین بین سالهای ۱۰۰۵ تا ۱۰۲۰ بنا شد. بین سالهای ۱۰۴۹ تا ۱۰۸۹ میلادی لوری توسط پادشاه کیوریک یکم پایتخت دودمان کیوریکیان انتخاب شد.
لوری برد با مساحت ۳۵ هکتار، ۱۴۹۰ متر بالاتر از سطح دریا می‌باشد و دیوار شمال غربی قلعه ۲۱۴ متر طول، با برجهای مستطیل شکل حصار شده که تنها راه ورودی آن در گوشه شمال غربی قلعه می‌باشد. در بعضی از نقاط قلعه، عرض دیوار به ۲۰ متر و ارتفاع آن به ۲۰ تا ۲۵ متر می‌رسد. دیوار شمال غرب قلعه حدود ۵۰۰ متر می‌باشد که در طی سالهای متمادی تا حدودی ویران شده است.

## نگارخانه

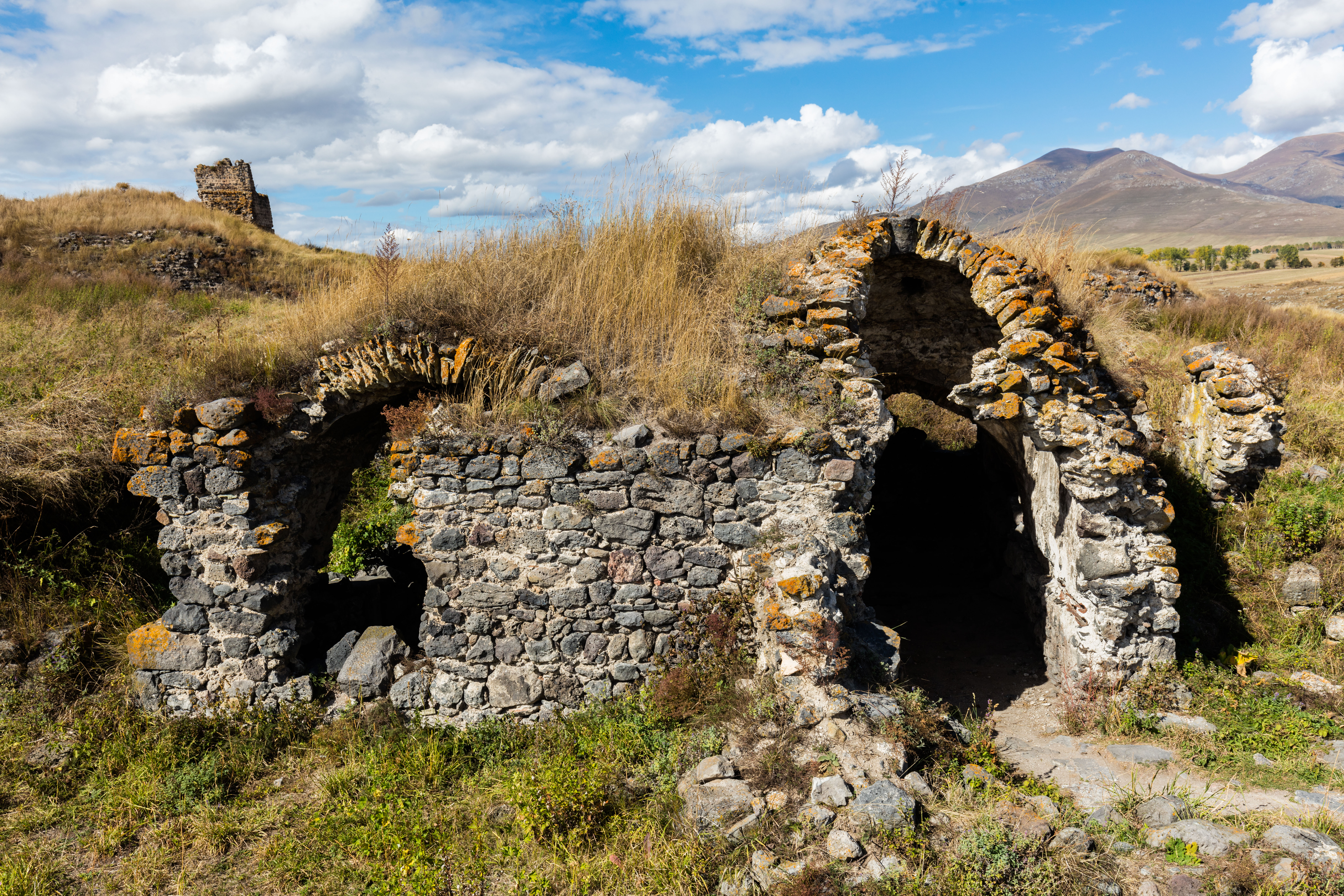
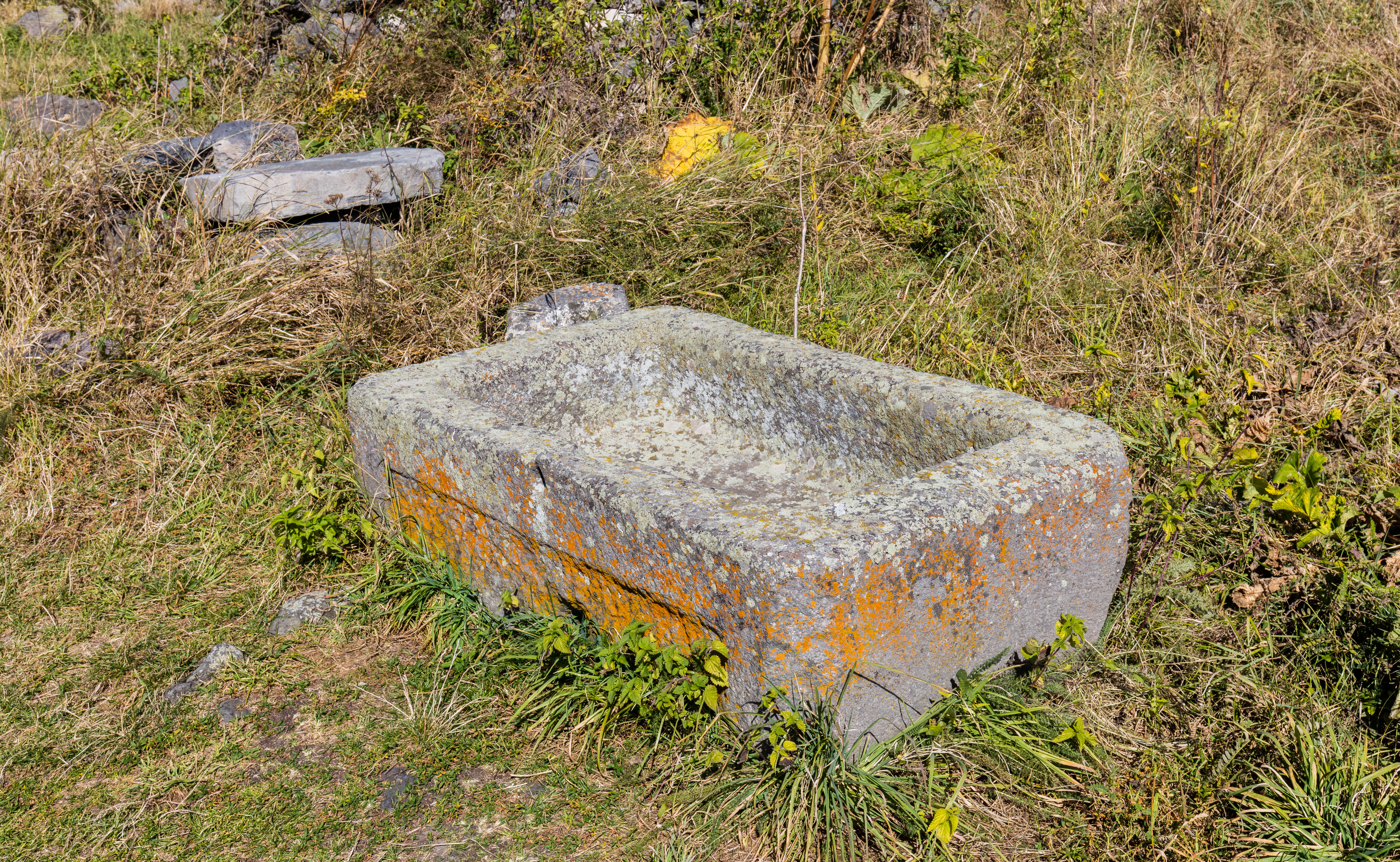
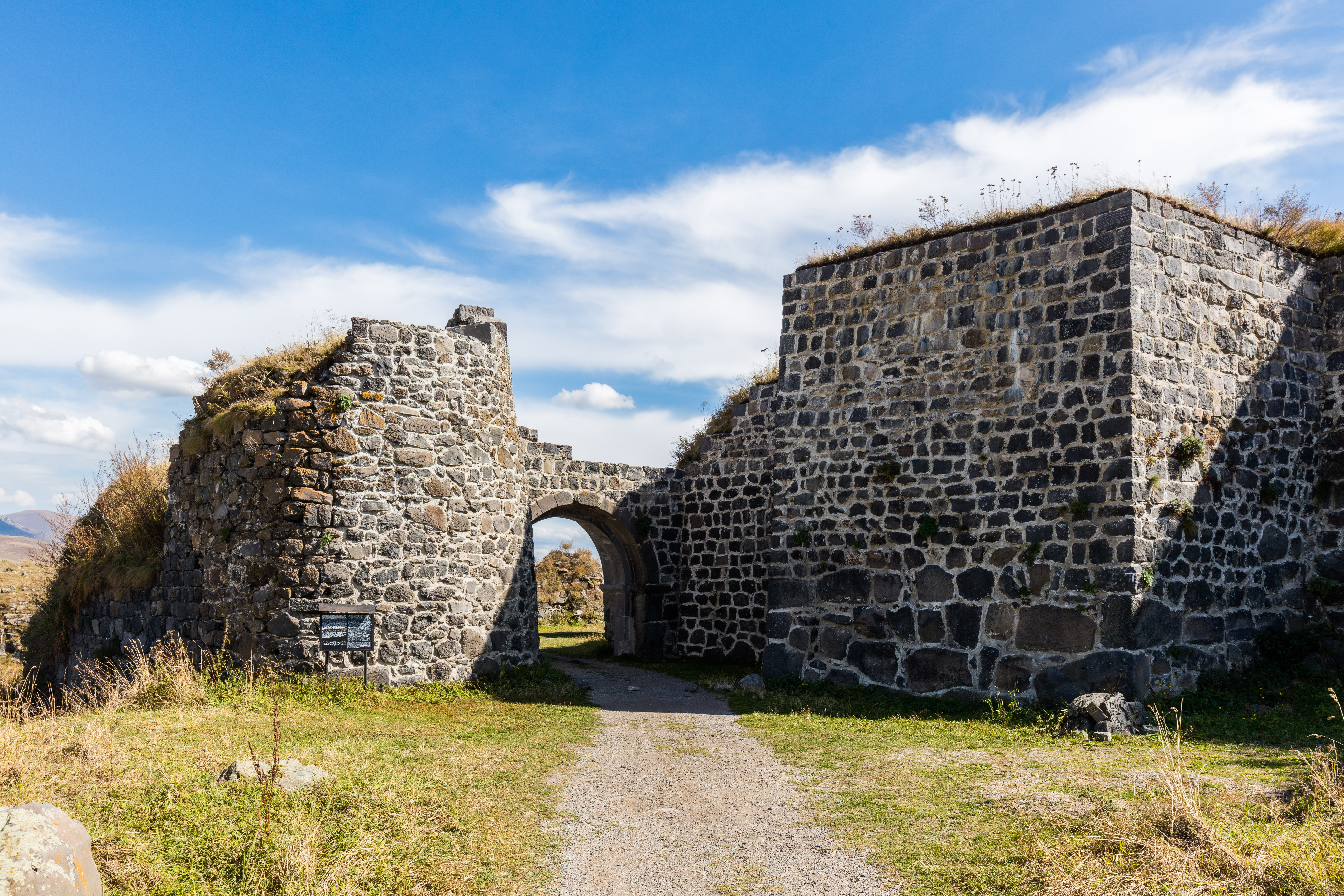
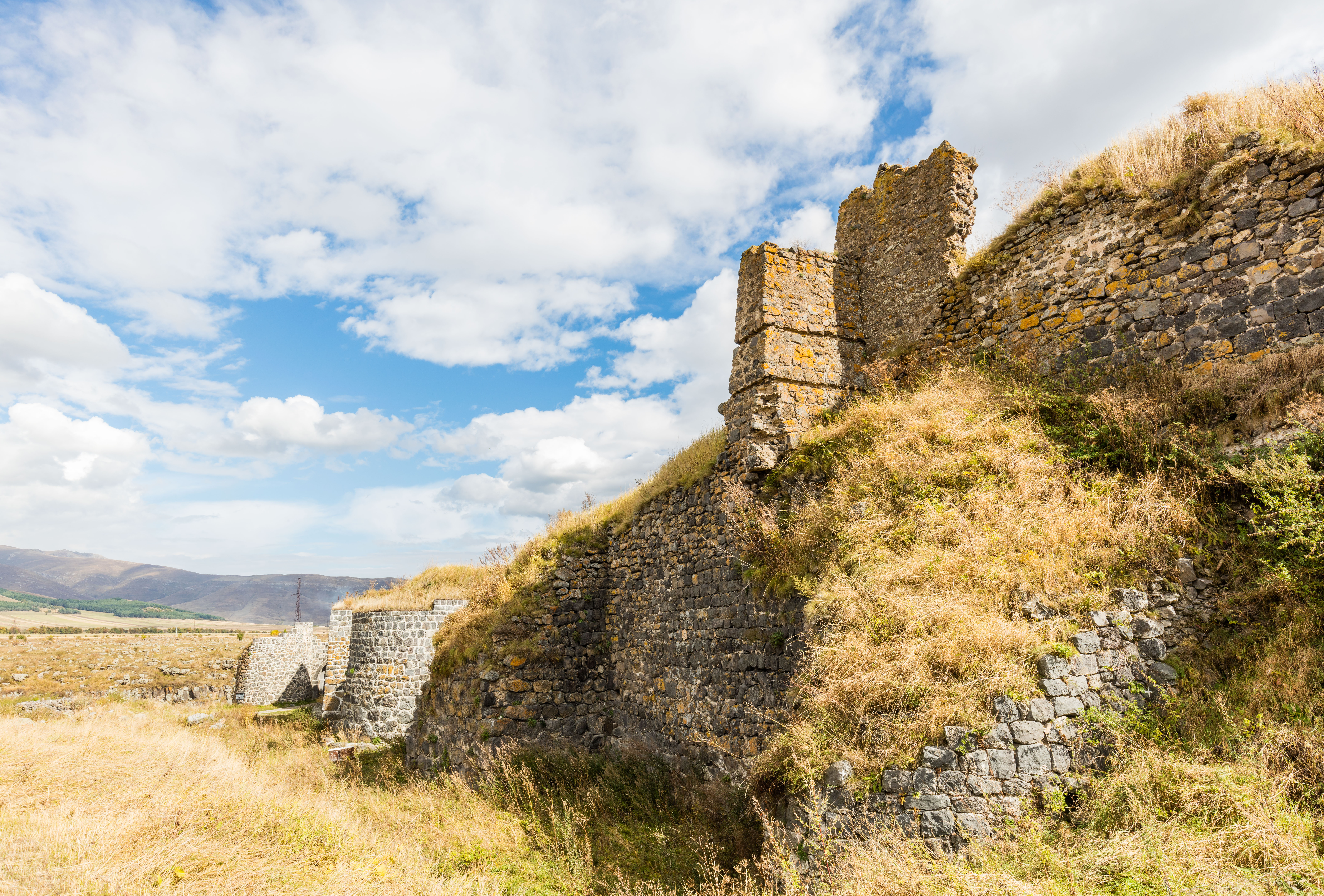
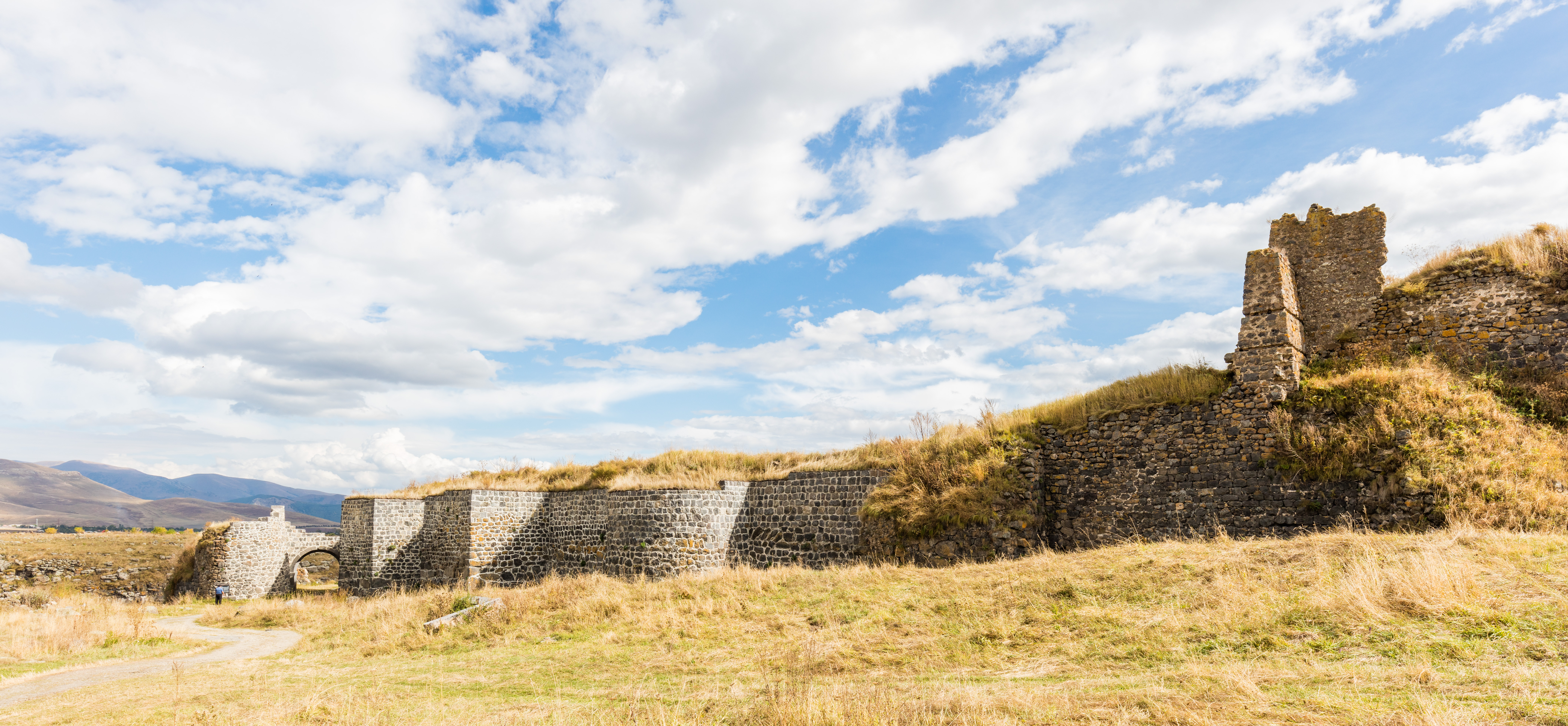
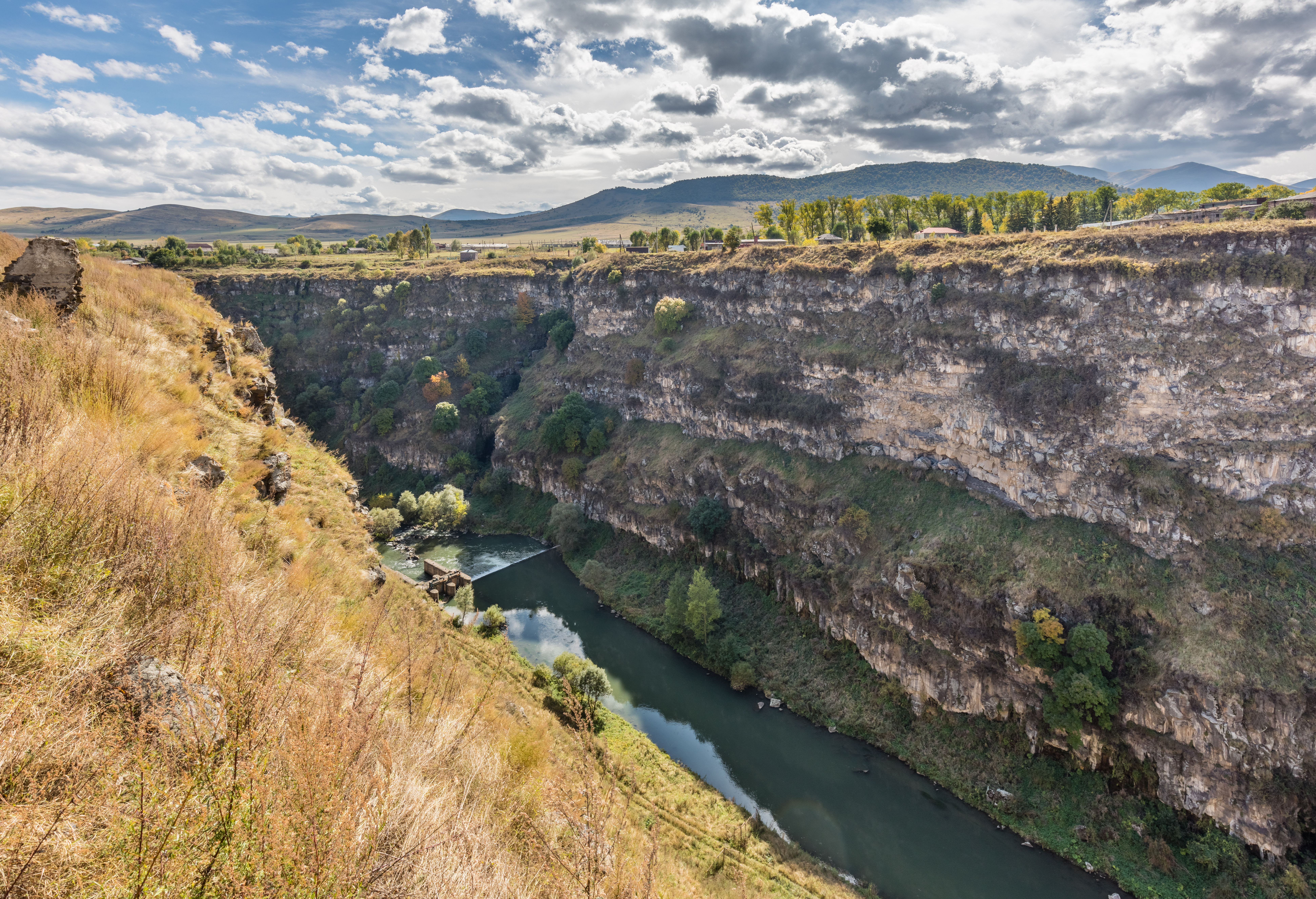
رودخانه زوراگت
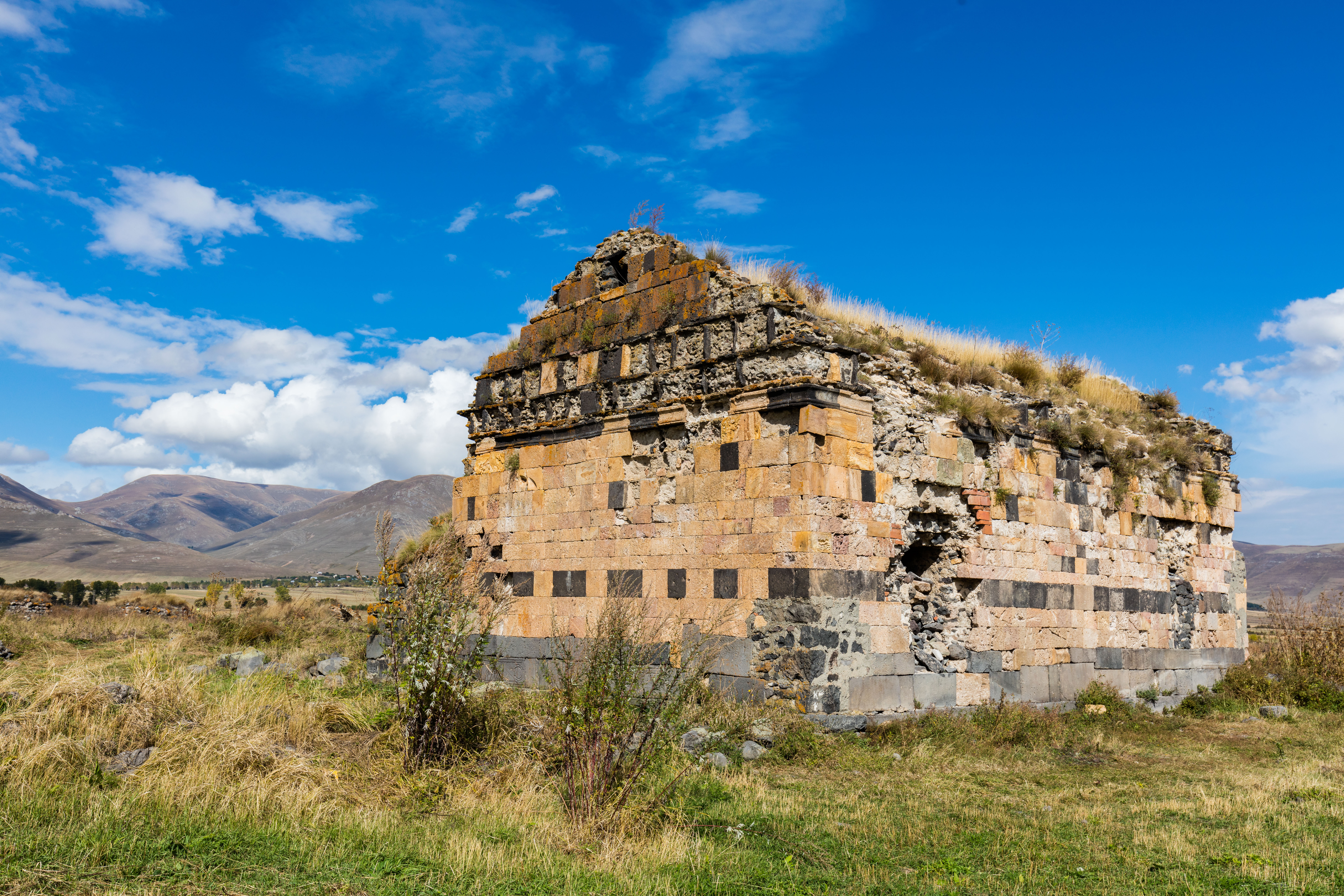
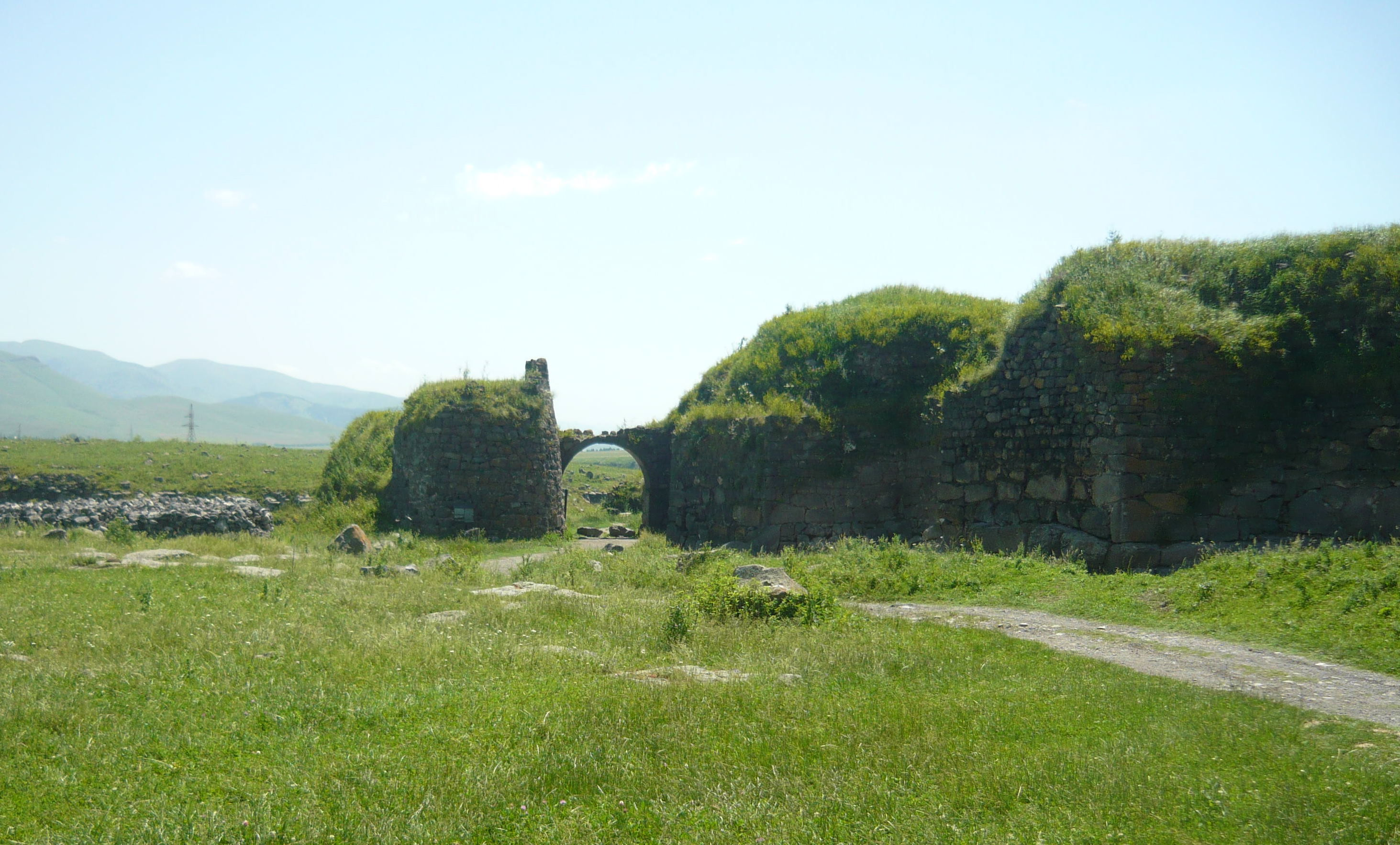
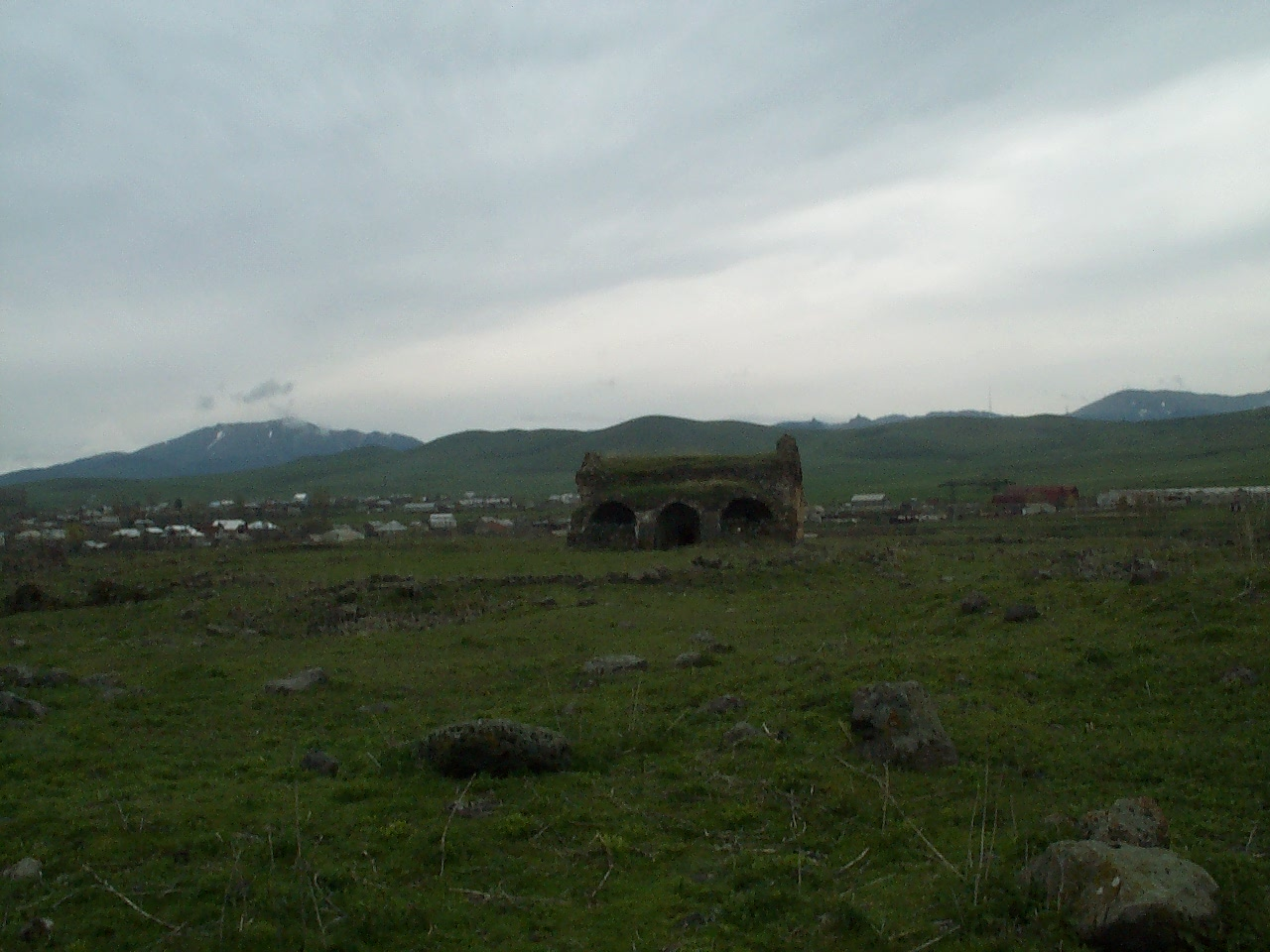
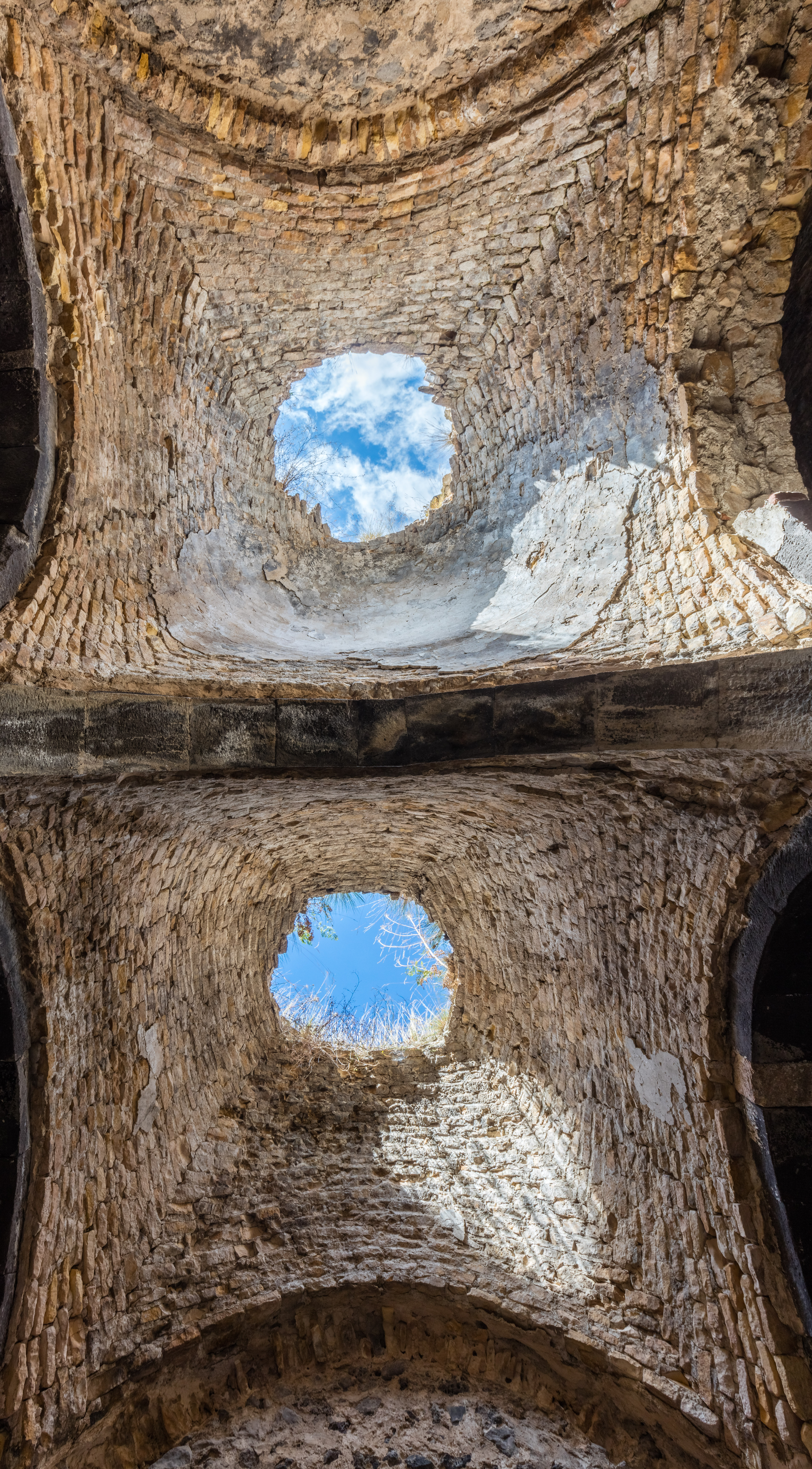
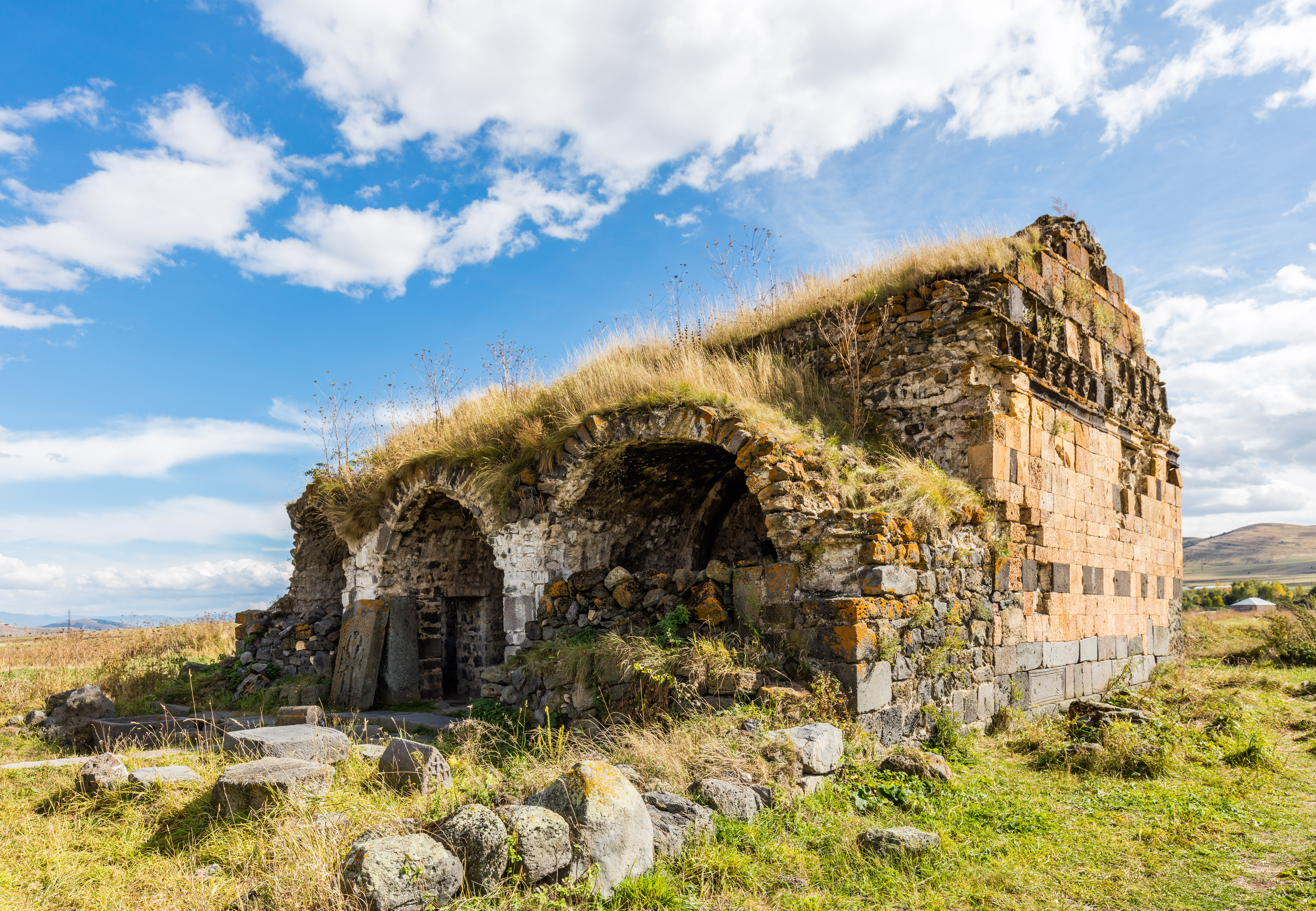